# Dacus venetatus
Dacus venetatus är en tvåvingeart som beskrevs av Munro 1939. Dacus venetatus ingår i släktet Dacus och familjen borrflugor. Inga underarter finns listade i Catalogue of Life.